# هنري الرابع (الجزء 1)

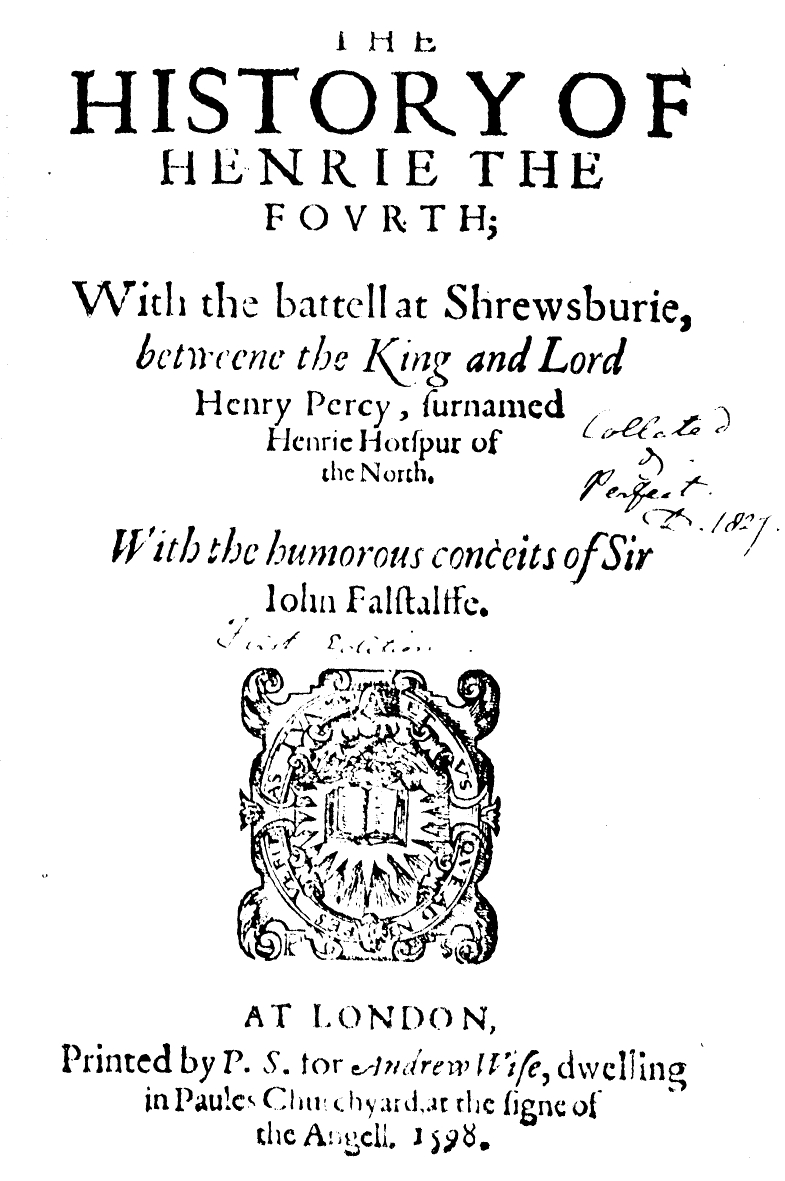

هنري الرابع، الجزء الأول هي مسرحية تاريخية من تأليف الكاتب الإنجليزي ويليام شكسبير  ، ويُعتقد أنها كُتبت في موعد لا يتجاوز عام 1597 . مسرحية هنري الرابع الجزء الأول هي المسرحية الثانية من الرباعية المسرحية لشكسبير عن خلفاء ريتشارد الثاني ملك إنجلترا ، وقد حظيت هذه المسرحية بشعبية كبيرة لدى كل من الجماهير والنقاد.

## قصة المسرحية
تصور المسرحية فترة من التاريخ حيث تبدأ مع معركة هوتسبير في هوميلدون ضد دوغلاس أواخر عام 1402 وتنتهي مع هزيمة المتمردين في شروزبوري في منتصف عام 1403.